# System ligowy piłki nożnej w Kazachstanie
Kazachski system ligowy składa się z powiązanych ze sobą lig, kontrolowanych przez Kazachski Związek Piłki Nożnej. Składa się z 50 drużyn w 4 ligach podzielonych na 3 stopnie rozgrywkowe.
Tabela przedstawia stan poszczególnych klas rozgrywkowych w sezonie 2025.
| Poziom | Nazwa szczebla rozgrywkowego                      | Nazwa szczebla rozgrywkowego                      | Nazwa szczebla rozgrywkowego                      | Nazwa szczebla rozgrywkowego                      |
| ------ | ------------------------------------------------- | ------------------------------------------------- | ------------------------------------------------- | ------------------------------------------------- |
| 1      | Priemjer Ligasy (14 drużyn) ↓ 2 drużyny           | Priemjer Ligasy (14 drużyn) ↓ 2 drużyny           | Priemjer Ligasy (14 drużyn) ↓ 2 drużyny           | Priemjer Ligasy (14 drużyn) ↓ 2 drużyny           |
| 2      | Byrynszy liga (14 drużyn) ↑ 2 drużyny ↓ 2 drużyny | Byrynszy liga (14 drużyn) ↑ 2 drużyny ↓ 2 drużyny | Byrynszy liga (14 drużyn) ↑ 2 drużyny ↓ 2 drużyny | Byrynszy liga (14 drużyn) ↑ 2 drużyny ↓ 2 drużyny |
| 3      | Jekynszy liga (22 drużyny)                        | Jekynszy liga (22 drużyny)                        | Jekynszy liga (22 drużyny)                        | Jekynszy liga (22 drużyny)                        |
| 3      | gr. - północno-wschodnia (11) ↑ 1 drużyna         | gr. - północno-wschodnia (11) ↑ 1 drużyna         | gr. - północno-zachodnia (11) ↑ 1 drużyna         | gr. - północno-zachodnia (11) ↑ 1 drużyna         |